# Rufina Gașeva
Rufina Sergheievna Gașeva (în rusă Руфина Сергеевна Гашева; n. 14 octombrie 1921, Verhneciusovskie Gorodki⁠(d), Uezdul Permski⁠(d), Gubernia Perm⁠(d), RSFS Rusă – d. 1 mai 2012, Moscova, Rusia) a fost o navigatoare sovietică al bombardierului ușor Po-2 în timpul celui de-al doilea război mondial, care a servit în al 46-lea (al 588-lea) regiment sovietic feminin de aviație de bombardament nocturn cunoscut și sub numele de „Vrăjitoarele nopții”. Gașeva a primit titlul de Erou al Uniunii Sovietice la 23 februarie 1945.  După război, a continuat să slujească și a fost lector de limbi străine la Academia Forțelor Armate Militare Malinovski înainte de pensionare. După pensionare, Gașeva a lucrat în biroul de literatură militară străină al editurii Voenizdat.

## Tinerețe
Gașeva s-a născut la 14 octombrie 1921 în satul Verhneciusovski Gorodki din Uezdul Permski, parte a guberniei Perm. Curând s-a mutat în satul Vasilievo, unde a locuit până în 1927. Între 1927 și 1928, Gașeva a locuit în satul Kasimovo, care acum este în raionul Permski din Ținutul Perm. Gașeva a locuit în Perm în următorii doi ani, înainte de a se muta la Moscova în 1930. În 1939 a absolvit liceul și, în vara anului 1941, a studiat doi ani la Universitatea de Stat de Mecanică și de Matematică din Moscova.

## Al doilea război mondial
Gașeva s-a oferit voluntar pentru serviciu militar în septembrie 1941. A absolvit un curs de navigatori la Școala de Piloți a Aviației Militare din Engels în februarie 1942. Gașeva a fost repartizată în al 46-lea (al 588-lea) regiment sovietic feminin de aviație de bombardament nocturn al forțelor aeriene roșii, care s-a format atunci în Engels (ca al 588-lea). Ea a intrat în luptă prima dată în mai 1942, luptând în bătălia pentru Caucaz. În februarie 1943, regimentul a fost redenumit ca al 46-lea regiment de gardă. Gașeva a participat la Bătăliile Aeriene din Kuban, Operațiunea Kerch – Eltigen, Ofensiva din Crimeea, Ofensiva Mogilev, Ofensiva Belostock, Ofensiva Osovetț, Ofensiva Mlawa-Elbing, Ofensiva din Pomerania Occidentală  și la Bătălia Berlinului. Avionul în care s-a aflat a fost doborât de două ori. Prima dată, Gașeva și pilotul ei au ajuns la liniile sovietice, dar a doua oară s-au parașutat în câmpuri minate, iar pilotul Olga Sanfirova a fost ucisă după ce a călcat pe o mină anti-personal. În timpul acestui incident, Gașeva a aterizat pe un câmp de mine antitanc la câteva sute de metri la sud de Sanfirova. După ce a revenit la regimentul ei, a început să zboare împreună cu pilotul Nadejda Popova. Până la sfârșitul războiului a avut un total de 848 de misiuni de luptă ca navigatoare a bombardierului ușor Po-2; după a 823-a misiune de luptă, în decembrie 1944, a fost propusă la titlul de Erou al Uniunii Sovietice, pe care l-a primit la 23 februarie 1945. La sfârșitul războiului, Gașeva a avut gradul de sublocotenent. S-a căsătorit pe front cu pilotul de bombardiere Mihail Pliats.

## După război
Gașeva a servit cj regimentului său în cadrul Grupului de Forțe al Nordului (Северная группа войск; staționat în Polonia) până în octombrie 1945. După război, Gașeva și Pliats au avut un fiu, Vladimir, și o fiică, Marina. Pliats a ajuns la gradul de colonel. În 1952, Gașeva a absolvit Institutul Militar de Limbi Străine, devenind lector senior la Departamentul de Limbi Străine al Academiei Forțelor Armate Militare Malinovski. A lucrat acolo până în august 1957. A fost trecută în rezervă în decembrie 1956 cu gradul de maior. Din 1961, a lucrat ca redactor principal la biroul de literatură militară străină al editurii Voenizdat, iar între 1967 și 1972 a fost redactor principal al biroului de publicare a literaturii militare în limbi străine din cadrul Ministerului Apărării al URSS. A locuit la Moscova și a fost promovată la gradul de locotenent-colonel în 2000, înainte de a muri la 1 mai 2012. Rufina Gașeva a fost înmormântată în cimitirul Vostriakovski.

## Premii
- Erou al Uniunii Sovietice (23 februarie 1945)
- Ordinul Lenin (23 februarie 1945)
- Două Ordine Steagul Roșu (25 octombrie 1943 și 14 decembrie 1944)
- Două Ordine Războiului Patriotic clasa I (26 aprilie 1944 și 11 martie 1985)
- Două Ordine Steaua Roșie (30 noiembrie 1942 și 30 decembrie 1956)
- Medalia „Pentru merit în luptă” (19 noiembrie 1951)
- medalii de campanie și jubiliare

Sursa: 

## Vezi si
- Listă de femei Eroi ai Uniunii Sovietice
- Olga Sanfirova